# نهر موسكفا
نهر موسكفا (الروسية: Москва́-река́) هو نهر يجري في روسيا ويمر بالعاصمة موسكو، وقد بنيت موسكو على ضفافه وسميت على اسمه.
يجري النهر بطول 500 كيلومتر ويمر بكيان سمولينسك أوبلاست، ويسير النهر في مساحة 17,600 كيلومتر مربع.
==